# Saint-Avit-de-Soulège
Saint-Avit-de-Soulège – miejscowość i gmina we Francji, w regionie Nowa Akwitania, w departamencie Żyronda. Nazwa miejscowości pochodzi od imienia św. Awita.
Według danych na rok 1990 gminę zamieszkiwało 89 osób, a gęstość zaludnienia wynosiła 31 osób/km² (wśród 2290 gmin Akwitanii Saint-Avit-de-Soulège plasuje się na 1087. miejscu pod względem liczby ludności, natomiast pod względem powierzchni na miejscu 1541.).